# Claveria (Cagayan)
Claveria est une municipalité de la province de Cagayan, aux Philippines.

## Barangays
Claveria compte 41 barangays.
| - Alimoan - Bacsay Cataraoan Norte - Bacsay Mapulapula - Bilibigao - Buenavista - Cadcadir East - Capanikian - Centro I (Pob.) - Centro II (Pob.) - Culao - Dibalio - Kilkiling - Lablabig - Luzon | - Mabnang - Magdalena - Centro VII (Malasin East) - Malilitao - Centro VI (Minanga) - Nagsabaran - Centro IV (Nangasangan) - Pata East - Pinas - Santiago - Santo Tomas - Santa Maria (Surngot) - Tabbugan - Taggat Norte | - Union - Bacsay Cataraoan Sur - Cadcadir West - Camalaggoan/D Leaño - Centro III - Centro V (Mina) - Centro VIII (Malasin West) - Pata West - San Antonio (Sayad/Bimmokel) - San Isidro - San Vicente - Santo Niño (Barbarnis) - Taggat Sur |